# Bloomingdale (Indiana)
Pour les articles homonymes, voir Bloomingdale.
Bloomingdale est une municipalité américaine située dans le comté de Parke en Indiana.
Lors du recensement de 2010, sa population est de 335 habitants. La municipalité s'étend alors sur une superficie de 0,58 mille carré (1,5 km2).
La localité est fondée dans les années 1820 par des Quakers sous le nom d'Elevatis. Le bourg de Bloomfield est dessiné vers 1825 par le commerçant John Pickard. Il adopte son nom actuel pour éviter toute confusion avec Bloomfield (Indiana). L'Indianapolis, Decatur and Springfield Railroad atteint Bloomingdale en 1878.